# 50歳の恋愛白書
『50歳の恋愛白書』（The Private Lives of Pippa Lee）は、2009年のアメリカ映画。レベッカ・ミラーが自作の小説を自ら脚本・監督した。

## ストーリー
ピッパ・リーは10代の頃に家出をし、薬物とセックスに溺れる若年期を過ごした。だが人気作家のハーブと出会い、結婚することでようやく人並みの幸せを手に入れることができた。そして50歳になるまで彼女は、過去の自分を周囲に隠して良妻になろうと努力し、夫と二人の子供と共に理想的な人生を送っていた。しかしあるとき夫が病に倒れ引退し、マンハッタンからコネチカット州に移り住むことになる。老人だらけの街で退屈な毎日を送っていた彼女はある日、15歳年下の男・クリスと出会う。

## キャスト
| 役名                   | 俳優                   | 日本語吹替 |
| ---------------------- | ---------------------- | ---------- |
| ピッパ・リー           | ロビン・ライト・ペン   | 塩田朋子   |
| 若き日のピッパ         | ブレイク・ライヴリー   | 甲斐田裕子 |
| ハーブ・リー           | アラン・アーキン       | 坂口芳貞   |
| クリス・ナドー         | キアヌ・リーヴス       | 内田夕夜   |
| スーキー・サーキシアン | マリア・ベロ           | 林佳代子   |
| グレイス・リー         | ゾーイ・カザン         |            |
| サンドラ・ダラス       | ウィノナ・ライダー     | 岡寛恵     |
| サム・シャピロ         | マイク・バインダー     |            |
| ジジ・リー             | モニカ・ベルッチ       | 日野由利加 |
| ベン・リー             | ライアン・マクドナルド |            |
| カット                 | ジュリアン・ムーア     | 唐沢潤     |
| ドット                 | シャーリー・ナイト     |            |
| トリッシュ             | ロビン・ワイガート     |            |